# Campeonato Uruguayo de Primera División "B" 1953
El Campeonato Uruguayo de Segunda División 1953 fue la 12.ª edición del torneo de segunda categoría profesional del fútbol de Uruguay.

## Posiciones
| Puesto | Equipo       | Pts | PJ | PG | PE | PP | GF | GC | Dif |
| ------ | ------------ | --- | -- | -- | -- | -- | -- | -- | --- |
| 1.º    | Miramar      | 18  | 14 | 7  | 4  | 3  | 26 | 16 | 10  |
| 2.º    | Sud América  | 18  | 14 | 6  | 6  | 2  | 27 | 23 | 4   |
| 3.º    | Progreso     | 18  | 14 | 7  | 4  | 3  | 21 | 18 | 3   |
| 4.º    | Fénix        | 13  | 14 | 4  | 5  | 5  | 20 | 19 | 1   |
| 5.º    | Cerrito      | 12  | 14 | 2  | 8  | 4  | 17 | 19 | -2  |
| 6.º    | Racing       | 12  | 14 | 3  | 6  | 5  | 12 | 14 | -2  |
| 7.º    | Bella Vista  | 11  | 14 | 2  | 7  | 5  | 15 | 23 | -8  |
| 8.º    | Mar de Fondo | 10  | 14 | 3  | 4  | 7  | 18 | 24 | -6  |

## Resultados
| Sud América | 4-3 | Progreso     |
| Bella Vista | 3-2 | Mar de Fondo |
| Racing      | 1-1 | Miramar      |
| Cerrito     | 1-1 | Fénix        |

| Progreso     | 2-0 | Bella Vista |
| Fénix        | 1-1 | Racing      |
| Sud América  | 3-2 | Cerrito     |
| Mar de Fondo | 1-0 | Miramar     |

| Sud América | 1-0 | Fénix        |
| Racing      | 1-0 | Mar de Fondo |
| Bella Vista | 2-2 | Miramar      |
| Cerrito     | 5-1 | Progreso     |

| Sud América | 2-2 | Miramar      |
| Bella Vista | 0-0 | Racing       |
| Cerrito     | 2-2 | Mar de Fondo |
| Progreso    | 3-1 | Fénix        |

| Racing      | 1-0 | Sud América  |
| Progreso    | 2-2 | Mar de Fondo |
| Miramar     | 1-0 | Fénix        |
| Bella Vista | 0-0 | Cerrito      |

| Sud América | 1-1 | Bella Vista  |
| Racing      | 1-1 | Cerrito      |
| Fénix       | 3-1 | Mar de Fondo |
| Miramar     | 1-2 | Progreso     |

| Sud América | 3-1 | Mar de Fondo |
| Miramar     | 3-1 | Cerrito      |
| Fénix       | 4-1 | Bella Vista  |
| Progreso    | 1-0 | Racing       |

| Progreso     | 2-2 | Sud América |
| Mar de Fondo | 2-2 | Bella Vista |
| Miramar      | 3-1 | Racing      |
| Fénix        | 0-0 | Cerrito     |

| Bella Vista | 1-2 | Progreso     |
| Racing      | 2-3 | Fénix        |
| Cerrito     | 1-1 | Sud América  |
| Miramar     | 2-1 | Mar de Fondo |

| Fénix        | 2-2 | Sud América |
| Mar de Fondo | 1-0 | Racing      |
| Miramar      | 3-0 | Bella Vista |
| Progreso     | 0-1 | Cerrito     |

| Miramar      | 1-2 | Sud América |
| Racing       | 0-0 | Bella Vista |
| Mar de Fondo | 2-0 | Cerrito     |
| Fénix        | 0-0 | Progreso    |

| Sud América  | 1-3 | Racing      |
| Mar de Fondo | 1-2 | Progreso    |
| Fénix        | 2-4 | Miramar     |
| Cerrito      | 1-1 | Bella Vista |

| Bella Vista  | 2-3 | Sud América |
| Cerrito      | 1-1 | Racing      |
| Mar de Fondo | 0-2 | Fénix       |
| Progreso     | 0-0 | Miramar     |

| Mar de Fondo | 2-2 | Sud América |
| Cerrito      | 1-3 | Miramar     |
| Bella Vista  | 2-1 | Fénix       |
| Racing       | 0-1 | Progreso    |